# Poudreuse

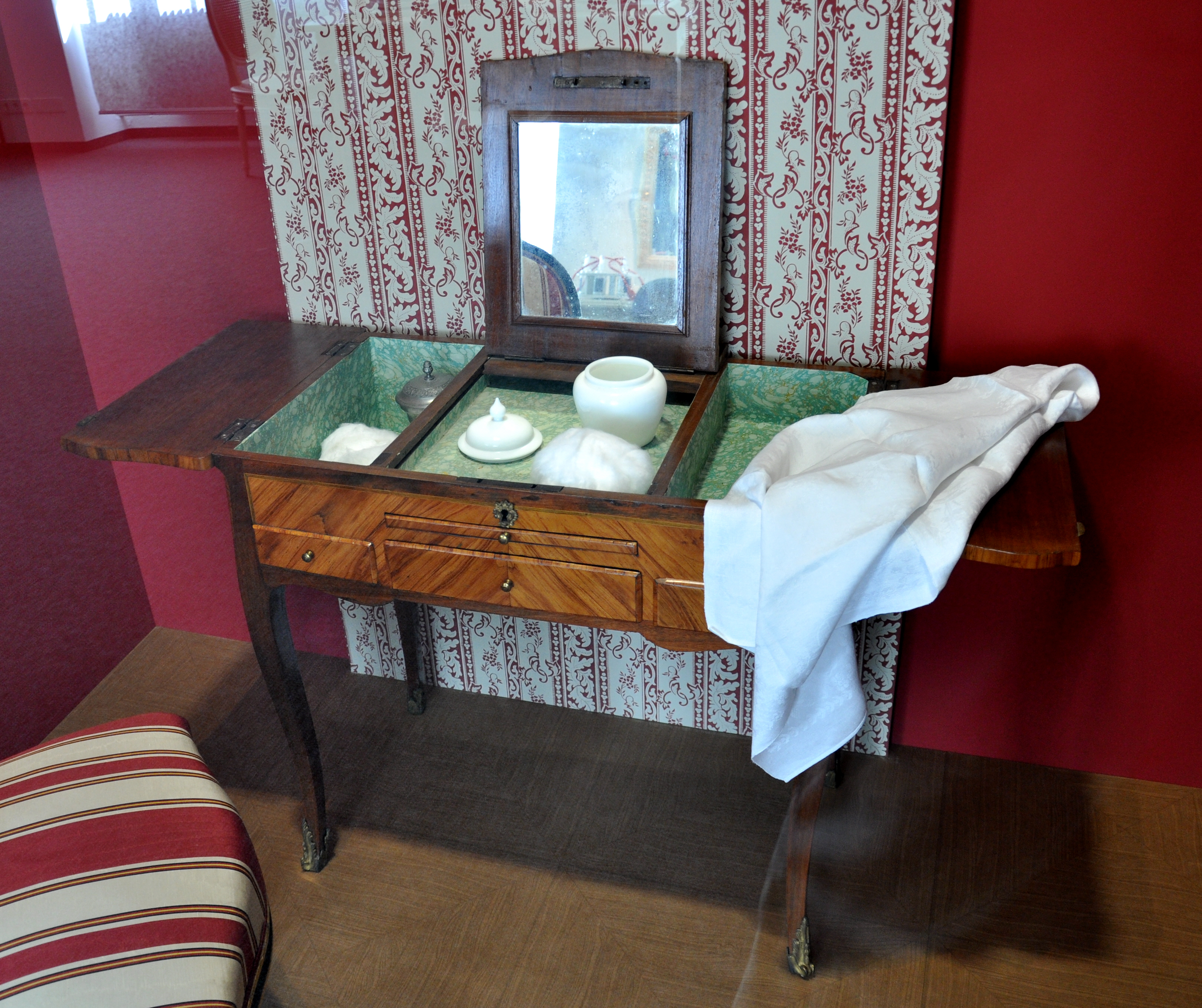
Poudreuse aus dem Schwetzinger Schloss, um 1765–1770

Poudreuse (französisch, auch Toilettentisch, Kosmetiktisch, Frisiertisch, Schminktisch, Putztisch oder kurz Toilette) ist eine Art von Tisch für Kosmetik-Gegenstände.

## Merkmale und Entwicklung

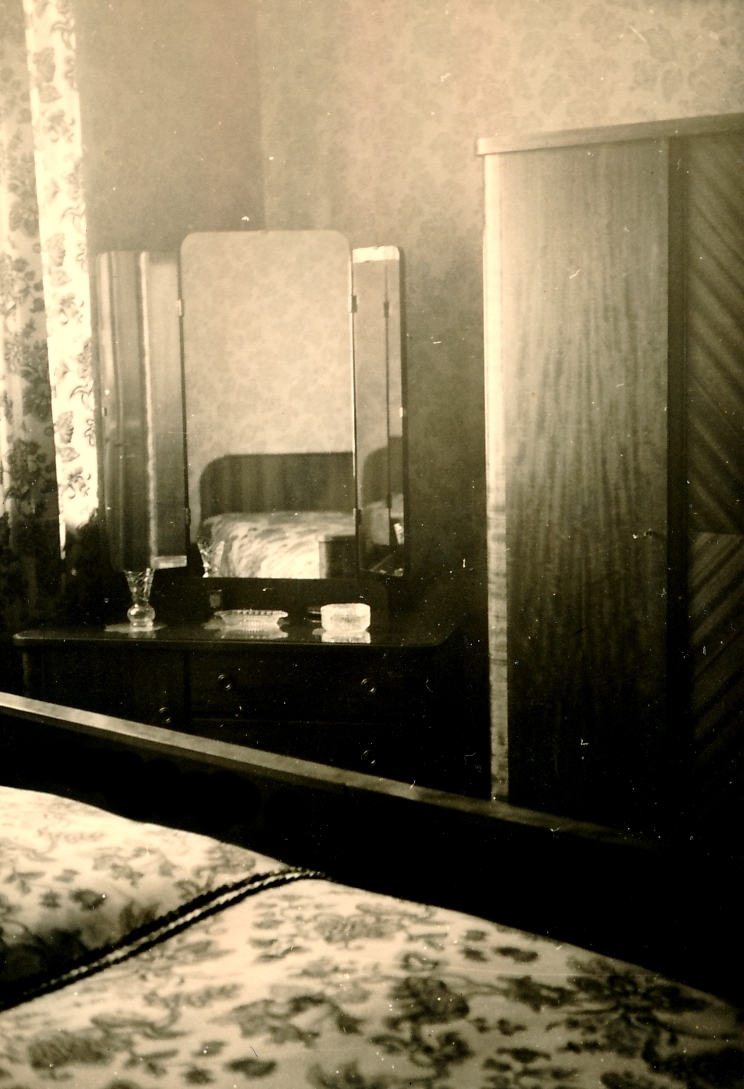
Frisiertisch mit dreiteiligem Spiegel, 1946

Die Poudreuse ist im 17. Jahrhundert entstanden und hatte im Laufe des 18. Jahrhunderts ihre Glanzzeit. Sie wurde weiterentwickelt und war oft sehr raffiniert ausgestaltet. An der Mitte der Deckplatte war ein Spiegel angebracht, der aufgeklappt und hochgestellt werden konnte. Häufig waren diese Tische mit zahlreichen Schubfächern und Laden ausgestattet. Manchmal war die Poudreuse mit einem Schreibtisch oder Lesetisch kombiniert. Als wichtiges Ausstattungsstück war sie häufig in einem Boudoir zu finden.
Im Laufe des 19. Jahrhunderts kamen die mit dreiteiligem, auf der Platte befestigten Spiegel in Gebrauch. Diese Art Tische haben sich bis in die Neuzeit erhalten.

## Toilette
Die Toilette bezeichnete ursprünglich ein Tuch (toile), das man über den Putztisch der Damen breitete; dann das zum „Putz“ notwendige Gerät, insbesondere neben dem Spiegel den Tisch (Putztisch, Nachttisch), auf dem diese Geräte sich befinden; endlich den weiblichen „Putz“ selbst in seinen Details. Daher die Wendung Toilette machen: sich vollständig ankleiden, putzen, beispielsweise Morgentoilette.

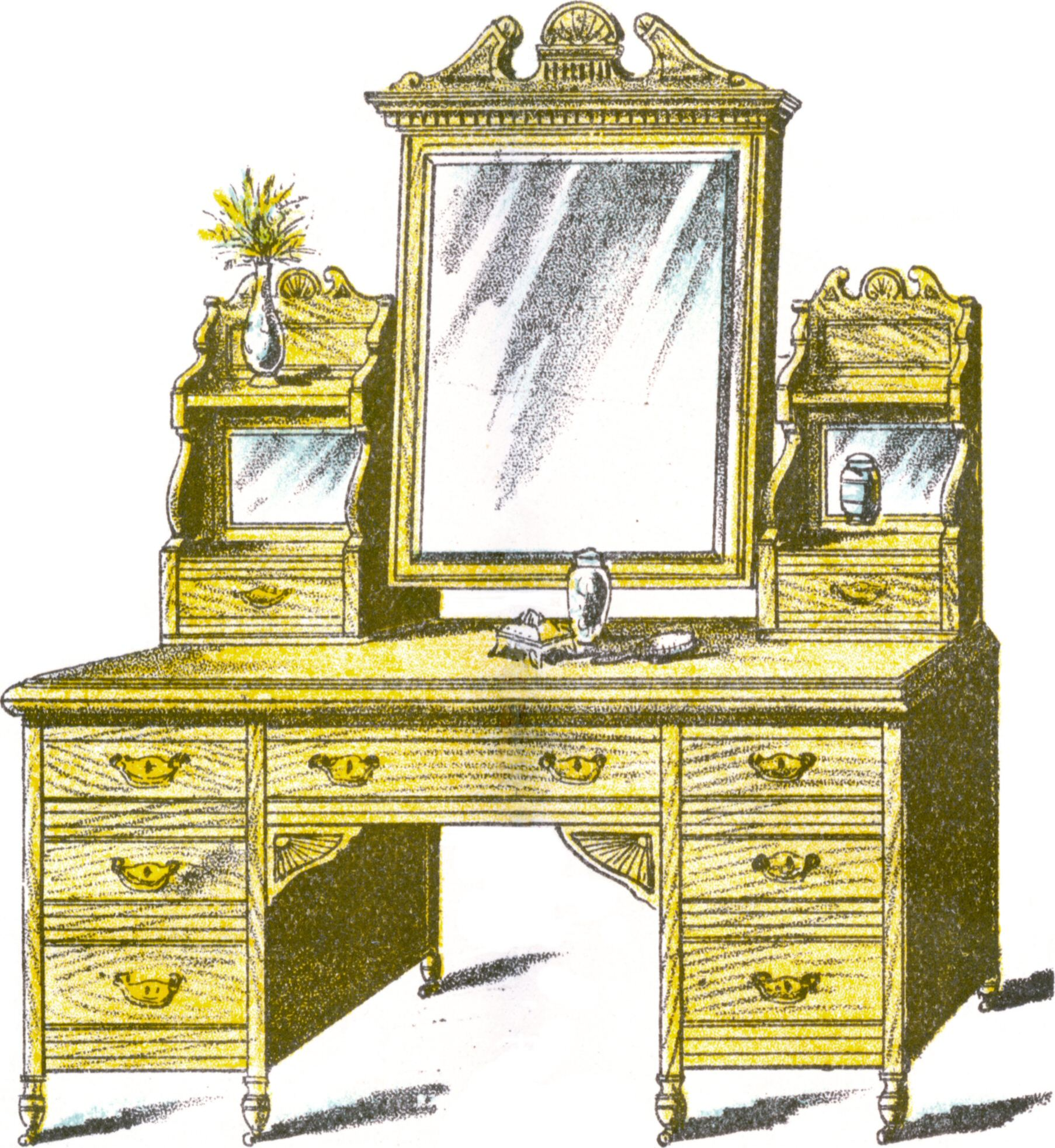
Toilettentisch 1886
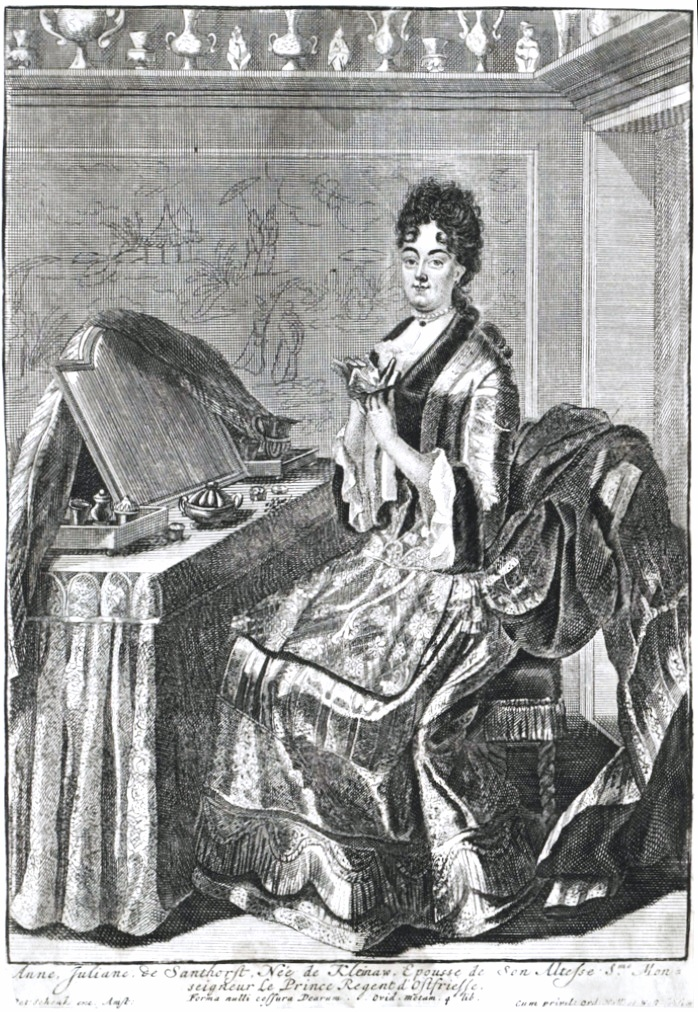
Anna Juliana, Frau von Sandhorst, am Toilettentisch